# Торпедо (стадион, Бердянск)
«Торпедо» (укр. «Торпедо») — футбольный стадион, расположенный в украинском городе Бердянск, Запорожская область. Открыт в 1932 году, с этого же времени является домашней ареной для одноименной местной команды.

## Из истории арены
Стадион, первоначально получивший название «Сельмаш», был возведен в Бердянске в 1932 году на месте ранее снесенной церкви.
В 1945—1948 годах после завершения работ по реконструкции арена носила название «Трактор», а с 1950 года по настоящее время — «Торпедо». 
Новый этап обновления арены произошел в 1980-х годах, в результате этого стадион стал вмещать до 10 тысяч зрителей, имел футбольное поле и три площадки для иных видов спорта: волейбольную, баскетбольную и гандбольную, беговые дорожки, а также сектор для прыжков в длину.
Местная команда мастеров «Торпедо» стала выступать на арене с 1960-х годов.
На домашних матчах коллектива практически всегда собирались аншлаги. На данной арене «Торпедо», в частности, играло против киевского «Динамо» и донецкого «Шахтера». Тут же проходило и большинство поединков в рамках любительского городского футбольного первенства Бердянска.
На поле проводились также матчи по мотоболу и соревнования городских Спартакиад. Помимо прочего, на арене также выступали многие известные советские музыканты, включая Софию Ротару и Льва Лещенко. В 2015 году стадион принял матч чемпионата Украины по американскому футболу.

## Современное состояние
На данный момент состояние стадиона оценивается властями города и чиновниками как аварийное. Обе трибуны арены медленно разрушаются, зарастают бурьяном и гниют. Газон на стадионе также не пригоден к использованию, поскольку в некоторых местах на нем вырвана трава и находятся крупные камни. В 2010 году за злостную неуплату долгов на стадионе были отключены электроэнергия и водоснабжение.
В 2013 году предприятие, на балансе которого находился «Торпедо», из — за проблем с финансированием прекратило свое существование в качестве юридического лица.
В 2020 году коммунальщики привели в порядок газон арены перед визитом в город Президента Украины Владимира Зеленского.

## Проекты восстановления стадиона
В 2007 году рассматривался вариант проведения реконструкции стадиона «Торпедо», на которую планировалось потратить 70 миллионов гривен, однако инвесторов на реализацию подобного замысла найти не удалось.
План реконструкции предусматривал превращение арены в спортивный и деловой центр с автопаркингом внутри южной трибуны и с вертолетной площадкой на ней. Инвестиционную привлекательность должна была обеспечить возможность совместить спортивный объект с гостиницей и офисными помещениями.
В 2009 году стоимость ремонта поля была снижена до 50 миллионов грн, однако денег на проведения работ снова не было найдено и от проекта отказались окончательно.
В 2016 году появились предложения отреставрировать спортивный объект с целью последующей организации на нем базы по подготовке членов национальной сборной Украины по легкой атлетике, подобная идея обсуждалась, среди прочего, с рядом высокопоставленных спортивных функционеров, однако затем была проигнорирована.
Также городские власти высказывались за полный снос «Торпедо» и постройку на его месте современной комфортной арены.
Общественные активисты после этого несколько раз обращались в Государственный фонд регионального развития Украины с просьбой о помощи в восстановлении арены, но вновь получили отказ. Сейчас бывший спорткомплекс стал, в основном, местом сбора наркоманов, алкоголиков и других антисоциальных элементов..
В декабре 2015 года группа волонтеров под руководством Евгения Шулябкина объявила о запуске специальной интернет — платформы. на которой инициативные местные жители смогут публиковать свои идеи по возрождению стадиона.
В 2021 году в СМИ появилась информация о возможном демонтаже стадиона.